# حمزة الكتاني
حمزة الكتاني (28 سبتمبر 1942) هو سياسي المغربي، وعضو في حزب الاتحاد الدستوري، وكان وزيرا للبريد والاتصالات في حكومة الفيلالي الثانية في الفترة من كانون الثاني/ يناير 1995 إلى آب/ أغسطس 1997.

## السيرة الذاتية
حمزة الكتاني من مواليد المغرب، أكمل دراسته الأولية والثانوية فيها، وحصل على شهادة البكالوريوس في العلوم، سافر بعد ذلك إلى دمشق ليكمل دراسته في العلوم، حيث حصل على شهادة في الفيزياء-الكيمياء من جامعة دمشق في 1962، وبعد ثلاث سنوات قرر السفر إلى فرنسا ليحصل على شهادة الدكتوراه في الكيمياء المعدنية من كلية العلوم في باريس عام ثم في 1965.
وفي عام 1968، أصبح محاضراً في جامعة محمد الخامس في الرباط، ثم عُيّن رئيسا لقسم هندسة التعدين في المدرسة المحمدية للمهندسين في الفترة من 1970 إلى 1975، ثم مديراً لها من 1975 إلى 1982. كما قدم محاضرات في جامعة لافال في كيبك خلال عام 1970، وأيضًا في جامعة كاليفورنيا في 1972 كأستاذ زائر، ومنذ 1972، وهو مستشار تدريب تقني في منظمة الأمم المتحدة للتربية والعلم والثقافة.
وفي كانون الثاني/ يناير 1995، أصبح وزيراً للبريد والاتصالات في حكومة فيلالي الثانية، ويعمل حالياً في مشروع خصخصة قطاع الاتصالات في المغرب.